# Los conquistadores de lo inútil
Los conquistadores de lo inútil es un libro escrito por el alpinista Lionel Terray publicado inicialmente por Gallimard en 1961. Es una obra autobiográfica considerada un gran clásico de la literatura de montaña. En España ha sido publicado por la editorial Desnivel.

## Filmografía
- Le Conquérant de l'inutile es una película realizada por Marcel Ichac en 1966 a partir del libro de su amigo Lionel Terray.

- Datos: Q113368847